# Терентьєв Іван Миколайович
Іван Миколайович Терентьєв (23 листопада 1908, село Верх-Нарим Нерченсько-Заводського округу Забайкальської області, тепер Забайкальського краю, Російська Федерація — ?, Російська Федерація) — радянський партійний діяч, 1-й секретар Усурійського і Ульяновського обласних комітетів ВКП(б). Депутат Верховної ради СРСР 2-го скликання (1946—1949).

## Біографія
Народився в родині селянина-бідняка. У 1920 році закінчив двокласне училище в селі Олександровський Завод Нерченсько-Заводського округу Забайкальської області.
У липні 1922 — жовтні 1923 року — робітник державного тресту «Дальзолото» на копальні Ново-Іванівка Нерчинського округу.
У жовтні 1923 — липні 1925 року — наймит заможного селянина Билкова в селі Красноярово Олександро-Заводського району. У 1925 році вступив до комсомолу.
У липні 1925 — жовтні 1927 року — гірничий робітник, у жовтні 1927 — жовтні 1930 року — гірничий наглядач, старший гірничий наглядач державного акціонерного товариства «Союззолото» на копальнях Боровська і Шахтама Далекосхідного краю.
Член ВКП(б) з жовтня 1930 року.
У жовтні 1930 — грудні 1934 року — червонофлотець Амурської військової флотилії.
У січні — серпні 1935 року — начальник спеціального сектора, в серпні 1935 — вересні 1937 року — завідувач відділу виконавчого комітету Хабаровської обласної ради. У 1936 році закінчив вечірній комвуз у місті Хабаровську.
У вересні — грудні 1937 року — голова виконавчого комітету Бікінської районної ради Далекосхідного краю.
У грудні 1937 — лютому 1938 року — 1-й секретар Бікінського районного комітету ВКП(б) Далекосхідного краю.
У лютому — жовтні 1938 року — 2-й секретар Усурійського обласного комітету ВКП(б) Далекосхідного краю.
У жовтні 1938 — листопаді 1942 року — 1-й секретар Усурійського обласного комітету ВКП(б) Далекосхідного краю. Одночасно в жовтні 1938 — листопаді 1942 року — 1-й секретар Ворошиловського міського комітету ВКП(б) Далекосхідного краю.
У жовтні 1942 — січні 1943 року — відповідальний організатор ЦК ВКП(б) у Москві.
16 січня 1943 — 5 березня 1949 року — 1-й секретар Ульяновського обласного комітету ВКП(б). Одночасно з січня 1943 до березня 1949 року — 1-й секретар Ульяновського міського комітету ВКП(б).
У лютому 1949 року рішенням Політбюро ЦК ВКП(б) знятий з посади і виключений із ВКП(б).
З березня по липень 1949 року працював майстром будівельного управління № 3 міста Куйбишева.
3 серпня 1949 року заарештований, до жовтня 1951 року перебував у в'язниці міста Москви. 4 вересня 1951 року Особливою нарадою при МДБ СРСР за «шкідництво і розкрадання державного майна» засуджений до 15 років виправно-трудових таборів. З жовтня 1951 до липня 1953 року відбував ув'язнення в Кемеровській області, з липня до грудня 1953 року — в місті Омську. Амністований 23 січня 1954 року.
У січні 1954 — серпні 1956 року — начальник бази обладнання, начальник відділу технічного постачання, у серпні 1956 — березні 1970 року — заступник директора із постачання і збуту Новокуйбишевського нафтопереробного заводу Куйбишевської області.
У жовтні 1958 року відновлений в членах КПРС.
З березня 1970 року — на пенсії в місті Новокуйбишевську, з березня 1974 року — персональний пенсіонер союзного значення у місті Куйбишеві (Самарі).

## Нагороди
- медалі